# レブカ

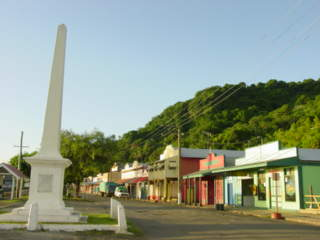
ビーチ・ストリートと記念碑

レブカ（Levuka）は、フィジー東部地域の町。フィジー中央部のオバラウ島東南岸に位置し、東部地域の中心地である。

## 概要
1874年から1882年までの間、イギリス植民地フィジーの首都であった。人口は4,481人（2017年国勢調査）で、これはオバラウ島の人口の46%を占める。

## 歴史
レブカは1820年ごろにヨーロッパの植民者によって建設され、フィジー諸島における最初の近代的都市として、重要な港をもち交易拠点となっていた。
港には宣教師や船大工などが集まり、1858年には伝道局が設置された。当時フィジーでは6つの王国が覇権を争っていたが、そのうちセル・エペニサ・ザコンバウ王が強力となり、1871年にはザコンバウはフィジーを統一。レブカで戴冠し、フィジー王となった。しかし、この政府はまもなく破綻し、1874年にザコンバウはフィジーをイギリスへと譲渡。レブカはそのまま英領フィジーの首都となった。だが、レブカは背後にまで山が迫り土地が狭小だったため、まもなく植民地政府は首都移転を計画し、1882年には首都はビティレブ島のスバに移転。レブカは寂れたものの、なお重要な町であり続けた。

## 経済
レブカは港町であり、さまざまな新文化が上陸してくる場所であったため、フィジー初のものが多くある。レブカではフィジー初の郵便局、銀行、新聞社、ホテルなどが建てられた。1869年にはフィジー初の新聞社フィジー・タイムズ紙がここで発行され、1879年にはフィジー初の公立学校が設立された。また1927年には、首都スバで開始される三日前に電力供給が始まった。
レブカはかつて太平洋交易の要所として栄えたが、1950年代にはその役割はほとんどなくなっていた。1964年、日本資本の水産加工場が建設され、冷凍マグロやツナ缶を製造してヨーロッパやカナダへ輸出するようになり、以後これがレブカの主産業となった。観光は、この町では産業上あまり重要な役割をはたしていない。

## 観光

### 世界遺産
2013年の第37回世界遺産委員会での審議を経て、ビーチ・ストリートとその周辺が「レブカの歴史的港町」として、UNESCOの世界遺産リストに登録された。フィジーでは最初の世界遺産である。